# Albert Canet
Pour les articles homonymes, voir Canet.
Henry Albert Canet, né le 17 avril 1878 à Londres et mort le 25 juillet 1930 à Paris, est un joueur de tennis et dirigeant sportif français.

## Biographie
Fils de l'ingénieur Gustave Canet, concepteur du Canon Canet, Albert Canet épouse le 6 juin 1904 Charlotte Risler, fille de Charles Risler, maire du 7e arrondissement de Paris. Il a un fils, Charles-Edouard, (1906-1960), qui aura eu une fille Laurence.
Joueur de tennis de niveau modeste habitué des tournois parisiens, il reste connu pour avoir décroché deux médailles de bronze lors des épreuves de tennis sur terre battue des Jeux olympiques de Stockholm en 1912. Face à une faible adversité en raison de la concurrence du tournoi de Wimbledon qui réunit les principaux champions européens, il parvient en demi-finale du tournoi de double messieurs associé à Édouard Mény de Marangue, disposant des paires allemandes et russes. Dans le match pour la troisième place, ils écartent les bohémiens Jaroslav Just et Ladislav Žemla. En double mixte, il est médaillé aux côtés de Marguerite Broquedis.
Juge-arbitre et capitaine lors de rencontres internationales, Albert Canet fut également le second président du Tennis club de Paris et a dirigé le Comité de Paris. Vice-président de la Fédération française de tennis, il en est élu président en 1925. Il préside aussi le comité consultatif permanent de la Fédération internationale de tennis.
Ingénieur de profession, il meurt en 1930 au 39 rue de l'université, propriété familiale de son épouse depuis plusieurs générations. Il est inhumé au cimetière du Père-Lachaise (60e division). La Coupe Albert Canet a été créé pour lui rendre hommage. Remportée lors de sa première édition par Jean Borotra, elle s'est disputée jusque dans les années 1970 sur les courts du TCP.